# آرشي هاريس
آرشي هاريس (بالإنجليزية: Archie Harris)‏ هو لاعب كرة قدم أمريكية أمريكي، ولد في 17 نوفمبر 1964 في ريتشموند في الولايات المتحدة.

## وصلات خارجية
- آرشي هاريس على موقع مرجع كرة القدم المحترفة.كوم (الإنجليزية)